# Assassinat de Rosario Endrinal
L'assassinat de Rosario Endrinal es va produir la matinada del 16 de desembre de 2005 al barri d'el Farró del districte de Sarrià - Sant Gervasi de Barcelona. Tres joves -un d'ells menor d'edat- van calar foc María del Rosario Endrinal Petit, una dona sense sostre, al caixer on dormia. Els dos majors d'edat assassins confessos de Rosario, Ricard Pinilla i Oriol Plana, van ser condemnats per assassinat amb una pena de 17 anys, mentre que el menor va ser sentenciat a 8 anys d'internament en un centre de menors i 5 més de llibertat vigilada.

## Fets
La tarda del 15 de desembre de 2005, els dos joves majors d'edat van entrar al caixer de La Caixa, situat a la cruïlla dels carrers de Guillem Tell i de Saragossa, on vivia Rosario i van insultar-la i llançar-li objectes. Finalment, després d'un forcejament, Rosario aconsegueix tancar el pestell. Llavors els joves van anar a sopar amb uns amics. Tres hores més tard, i després d'haver begut alcohol, van tornar al caixer acompanyats de Juan José M., que llavors tenia 16 anys. Ell va ser qui va demanar-li a Rosario que li obrís la porta, i va ser llavors que els altres dos joves van entrar. Van seguir increpant Rosario fins que el menor va agafar un bidó de 5 litres de dissolvent d'una bastida en una obra propera i amb l'ajuda de Ricard el va abocar sobre Rosario. Aquest últim va llançar una cigarreta encesa causant una forta deflagració. Rosario moriria per cremades de segon i tercer grau en el 70% del cos, després d'agonitzar durant dos dies a l'Hospital Vall d'Hebron.
Dos dels assassins ja havien protagonitzat agressions contra indigents en el passat i un d'ells va admetre haver tingut una relació estreta amb grups neonazis i feixistes de Barcelona. Un amic seu va arribar a dir que per ells "els indigents no són persones".

## Judici
D'una banda, el menor d'edat va ser condemnat a 8 anys d'internament en un centre de menors. Els altres dos detinguts van romandre en presó preventiva des que van ser detinguts (el 21 de desembre de 2005) fins a la celebració del judici.
El judici va tenir lloc a l'Audiència Provincial de Barcelona sota un gran interès mediàtic. Amb Ricard Pinilla i Oriol Plana com a acusats, la causa va començar el 20 d'octubre de 2008, gairebé tres anys més tard dels fets. La fiscalia va demanar per tots dos 28 anys de presó per assassinat amb agravants de traïció i acarnissament i una indemnització de 98.000 € per a la família de la víctima, que va exercir d'acusació particular. L'acusació de La Caixa va demanar com a mesura cautelar que no se li permetés l'accés a cap sucursal d'aquesta entitat. Els advocats defensors van passar de demanar l'absolució dels seus representats a acceptar penes de 3 anys per homicidi imprudent (en el cas de Ricard) i de 2 anys per omissió en el deure de socors (per a Oriol).
El cas va quedar vist per sentència el 23 d'octubre de 2008.

## Condemna
L'11 de novembre de 2008 es va fer pública la sentència, que imposava als dos acusats una pena de 17 anys de presó (16 per assassinat i 1 pels desperfectes) i a pagar 46.000 € d'indemnització a la família i 26.000 a la Caixa per danys. El tribunal va considerar que en l'assassinat hi va haver traïdoria però no acarnissament. Les defenses van presentar un recurs al Tribunal Suprem contra la sentència al·legant que els joves "no tenien intenció de matar"; el 24 de desembre de 2009, el tribunal el va desestimar confirmant la sentència. Ricard va sortir de la presó l'any 2016, havent complert 11 anys de la condemna.

## Homenatge

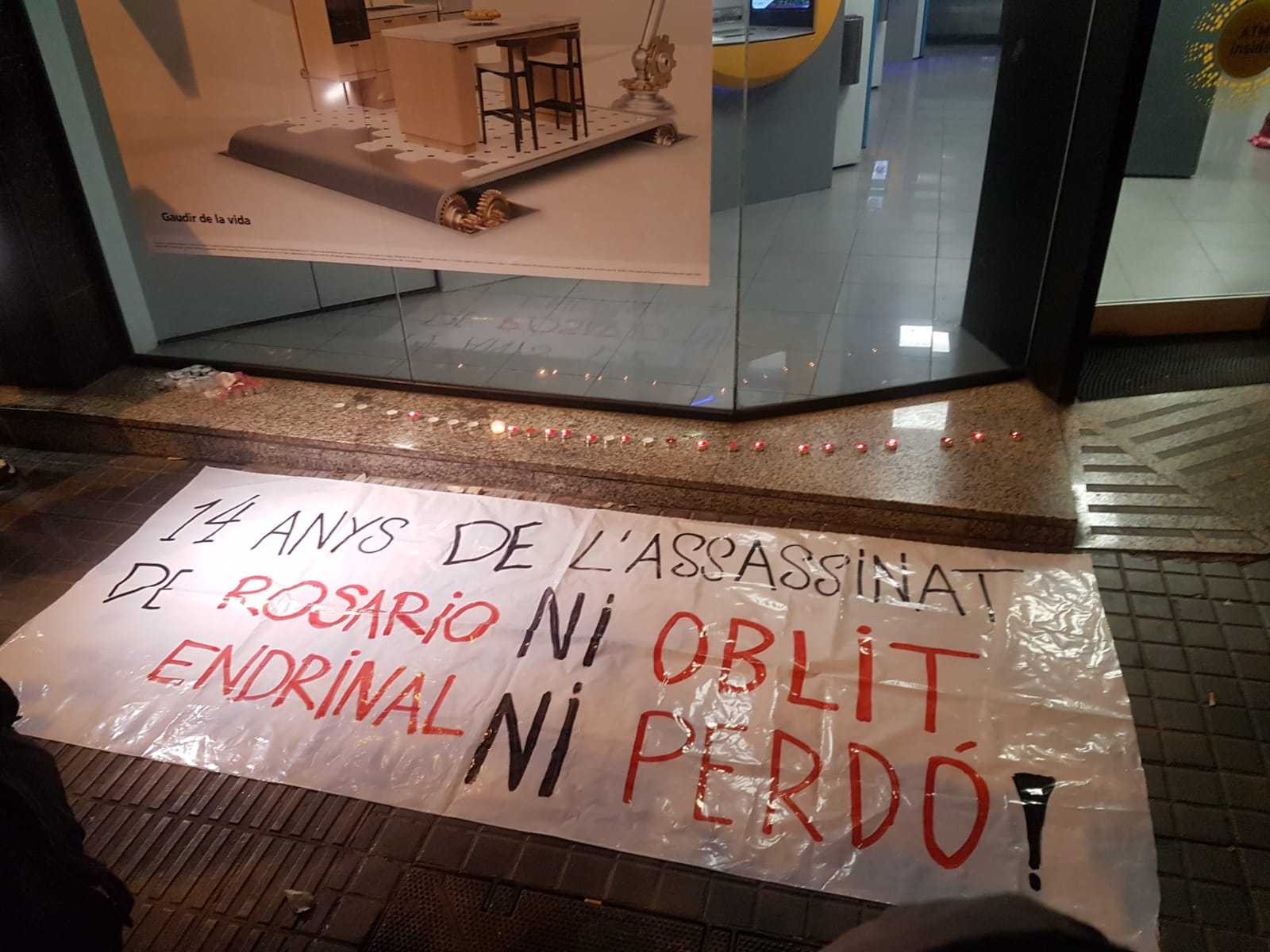
Pancarta en record a Rosario Endrinal en l'homenatge celebrat l'any 2019.

El 16 de desembre de 2015, coincidint amb el desè aniversari de l'assassinat, la Candidatura d'Unitat Popular, l'Assemblea de Joves de Cassoles (actual Arran) i la Borda Feminista, totes elles entitats arrelades al districte, van organitzar un homenatge en memòria d'Endrinal, tot denunciant el crim per aporofòbia, amb una encesa d'espelmes davant del caixer on succeí el crim. D'aleshores ençà, cada any se celebra al mateix lloc un acte d'homenatge promogut per diverses entitats del districte.
A més, la fundació Assís, un centre d'acollida per a persones sense llar del barri de Sarrià, va anunciar que crearia un espai d'atenció per a dones en situació de vulnerabilitat que portaria el nom de Rosario Endrinal.